# Gigantoraptor
Gigantoraptor – rodzaj dużego teropoda z nadrodziny owiraptorozaurów, żyjącego ok. 70 milionów lat temu w późnym okresie kredowym. Został odkryty w 2005 roku w formacji skalnej Dabasu Iren na chińskiej części pustyni Gobi w Mongolii Wewnętrznej.
Największy znany przedstawiciel rodziny owiraptorów, 35 razy cięższy od dotychczasowego rekordzisty z rodzaju Citipati. Szacowane rozmiary, prawdopodobnie młodocianego osobnika: 8 m długości, 3,5 m wysokości i waga 1,4 tony.
Wygląd

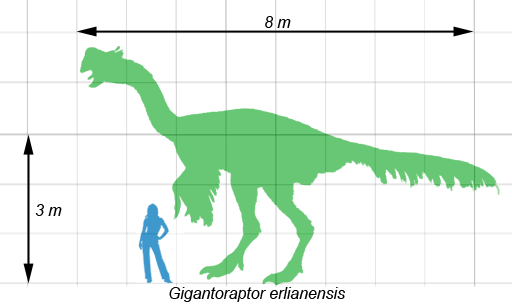
Porównanie wielkości

Należał do form wybitnie ptakokształtnych, posiadał długie kończyny przednie, długą szyję, małą głowę, kończyny tylne o ptasiej budowie, bezzębne szczęki zakończone przypuszczalnie dziobem. Według odkrywców był opierzony, jednak nie przedstawili oni na to bezpośrednich dowodów.  
Gatunki
Znany jest jeden gatunek: Gigantoraptor erlianensis, wyróżniony na bazie niekompletnego szkieletu jednego osobnika.